# Моторико, Михаил Георгиевич
Михаил Георгиевич Моторико (13 ноября 1920 — 14 сентября 1988) — советский государственный и партийный деятель.
Член ВКП(б)/КПСС с 1940 года. Депутат Совета Союза Верховного Совета СССР 9 — 11 созывов (1974—1989) от Уральской области. Избирался членом областного, районного комитетов партии, депутатом областного Совета народных депутатов, делегатом ряда съездов КПСС и Коммунистической партии Казахской ССР, Верховного Совета Казахской ССР.

## Биография
Родился 13 ноября 1920 года в селе Дубровка Смоленской губернии в крестьянской семье. Поступил в Ленинградский сельскохозяйственный институт, но не окончил его из-за войны. В 1947 году окончил Московский зоотехнический институт коневодства.
- с 1941 — по 1946 год — в РККА. Участник Великой Отечественной войны — участник боев на 2-м Прибалтийском, 3-м Белорусском фронтах в составе воинских подразделений. Воинское звание — старший лейтенант, комиссар, командир батареи, начальник штаба дивизиона, командир дивизиона.
- 1947 — 19?? — зоотехник Кустанайского конезавода № 48. В 1951 году была признана кустанайская порода лошадей, основателем которой он считается.
- 19?? — 1958 — директор Кустанайского конезавода.
- 1958 — 19?? — 1-й секретарь Затобольского районного комитета коммунистической партии Казахстана (Кустанайская область).
- 19?? — 1963 — начальник районного управления производства и заготовок сельскохозяйственных продуктов.
- 01.1963 — 12.1964 — председатель Исполнительного комитета Кустанайского сельского областного Совета.
- 12.1964 — 06.1971 — председатель Исполкома Кустанайского областного Совета
- В 1971 — заместитель председателя Совета министров Казахской ССР.
- 1971—1985 — министр сельского хозяйства Казахской ССР.
- С 1985 года — на пенсии.

Умер 14 сентября 1988 года. Похоронен на Центральном кладбище Алма-Аты.

## Награды и звания
- Заслуженный зоотехник Казахской ССР — почётное звание присвоено Указом Президиума Верховного Совета Казахской ССР от 6 ноября 1970 года.
- орден Ленина
- орден Ленина
- орден Октябрьской Революции
- орден Отечественной войны I степени
- орден Отечественной войны II степени
- орден Отечественной войны II степени
- орден Трудового Красного Знамени
- орден Трудового Красного Знамени
- орден Трудового Красного Знамени
- медаль «За победу над Германией в Великой Отечественной войне 1941—1945 гг.»
- Знак "Ветерану Невской Дубровки"